# Jamal Seeto
Jamal Seeto (ur. 8 września 1990) – piłkarz papuaski grający na pozycji napastnik.

## Kariera klubowa
Karierę piłkarską Seeto rozpoczął w klubie Besta PNG, w którym występuje do chwili obecnej.

## Kariera reprezentacyjna
W reprezentacji Papui-Nowej Gwinei Seeto zadebiutował 4 czerwca 2012 w przegranym 1-2 meczu z Nową Zelandią w Pucharze Narodów Oceanii 2012, który był jednocześnie częścią eliminacji Mistrzostw Świata 2014.